# Aeroporto de Moss, Rygge
O Aeroporto de Moss, Rygge (IATA RYG, ICAO: ENRY)  é um aeroporto internacional localizado em Rygge Noruega, a 10 km de Moss e a 60 km de Oslo.